# Relació metge-pacient
La relació metge-pacient és fonamental per a la pràctica de la medicina i és essencial per a la prestació d'assistència sanitària d'alta qualitat en el diagnòstic i el tractament de la malaltia. La relació metge-pacient constitueix una de les bases de l'actual ètica mèdica. La majoria de les escoles de medicina i universitats l'ensenyen als estudiants de medicina des del principi, fins i tot abans de posar un peu en els hospitals, per mantenir una relació professional amb els pacients, mantenir la dignitat dels mateixos pacients i respectar la seva privacitat.